# 谢礼立
谢礼立（1939年3月11日—），中国地震与防灾工程专家，哈尔滨工业大学土木学院教授，中国地震局工程力学研究所名誉所长，中国地震工程联合会会长。1960毕业于天津大学土木系。1994年当选为中国工程院院士。